# 鶴見大学本源氏物語系図
鶴見大学本源氏物語系図（つるみだいがくほんげんじものがたりけいず）とは、古系図に分類される源氏物語系図の一つ。

## 概要
本系図は現在鶴見大学（本部・神奈川県横浜市鶴見区）の所蔵となっていることからこの「鶴見大学本（古系図）」の名称で呼ばれている。実隆本以前の古系図に分類されるもので、国文研本古系図と並んで現存する源氏物語系図の諸伝本の中で巣守三位をはじめとする巣守巻関係の人物に関する最も詳細な記述を含むことから注目されており、「巣守三位本（古系図）」と呼ばれることもある。
書写された時期は室町時代末期と見られる。内題外題ともに無く、奥書・識語の類も裏書も無い。一部に擦り消し・訂正の跡が見られる。全体的に保存状態は比較的よく、判読出来ない部分はほとんど無い。現在は折本1帖の形態であるが、もとは巻本だったものを後に改装したと見られる。現在付けられている表紙は、かなり古い時期のものであるが本文とわずかに大きさが異なることなどから後補と見られる。

## 系譜部分

### 記載されている人物の数
系譜部分に収録されている人物の数は189人である。この系譜部分に収録されている人物の数を以下のように様々な古系図について調べ、人数順に並べてみると以下のようになる。
- 九条家本 117人（ただし欠損部分を近い系統の古系図で補うと133人から134人であると考えられる）
- 秋香台本古系図 133人
- 帝塚山短期大学蔵本古系図 133人
- 吉川本古系図 137人
- 伝為定本古系図 141人
- 国文研本古系図 163人
- 日本大学蔵本古系図 174人
- 為氏本古系図 177人
- 東京大学蔵本古系図 178人
- 伝清水谷実秋筆本古系図 179人（B本・C本、専修寺秋香台文庫蔵）
- 安養尼本古系図 189人
- 天文本古系図 187人
- 源氏物語巨細 189人（伝姉小路基綱筆・桃園文庫旧蔵・現天理大学図書館蔵）
- 鶴見大学本古系図 189人
- 神宮文庫蔵本古系図 191人
- 正嘉本古系図 210人から214人（ただし東海大学蔵本の現存部分のみだと202人）
- 学習院大学蔵本古系図 215人
- 伝後光厳院筆本古系図 235人

この人数を常磐井和子が唱えた系図に収録されている系譜部分の人数が少ないほど古く原型に近いものである」とする法則に当てはめると、為氏本と正嘉本の中間くらいの人数であるということになる。

### 太上天皇と先帝
九条家本を始めとする多くの古系図では皇室及び源氏を含むその子孫たちの系図は「太上天皇（桐壺帝）」から始まるものと紫の上の父である式部卿宮や藤壺らの父である「先帝」からはじまるものとが別々に記されている。それは、この太上天皇（桐壺帝）と「先帝」との血縁関係が54帖からなる現存する源氏物語の本文からは明らかでは無いためである。ところが、本「鶴見大学本源氏物語古系図」では、「先帝」と「太上天皇（桐壺帝）」を兄弟として皇室及び源氏を含むその子孫たちの系図を「先帝」からはじまる一つの系図にまとめて記載している。このような始まり方をする源氏物語系図は、本写本の他には神宮文庫本古系図や天理図書館蔵源氏物語巨細などわずかな古系図のみである。
その他現在一般的には「右大臣」と呼ばれている人物に「悪大臣」・「あし大臣」と注記しているのも、本系図の他に例を見ない特徴である。

### 巣守巻関係の記述
蛍兵部卿宮の子である源三位とその子頭中将・巣守三位・巣守中君の兄弟姉妹の記述に関しては、巣守関係の記述のある文献として従来から知られていた正嘉本古系図などとほぼ同様の記述が存在するものの、「源三位の最初の妻であり巣守姉妹の母とその死後に源三位の後妻となった姉妹らの系譜」、「源三位の後妻の元の夫らの系譜」、「巣守三位の乳母とその兄弟姉妹らの系譜」という三つのこれまで全く知られていなかった人物らについての詳細な記述が見られる。巣守関係の記述を持つ古系図は現在およそ10本程度発見されているものの、この3つの系譜の記述を持つ古系図は本「鶴見大学本源氏物語古系図」以外では21世紀になって発見された新出資料である『国文研本古系図』のみである。
また源三位の母親について、前斎院とする他に例を見ない記述も持っている。

## 系譜以外の部分
系譜の後に「そのすちともしらぬ人々」として系譜の不明な125人の人物を、さらに「無名」として12人の人物を挙げている。その後には
- 「きぬの色を人ざまによりてさだめたる事」
- 「人々のかたちを花によそへたること」
- 「居所事」
- 「源氏物語のおこり」（但し題号は書かれていない）

といった内容が書かれている。

## 類似する資料
特異な内容を多く持っている本「鶴見大学本源氏物語古系図」であるが、類似した点を持った資料がいくつか存在することが明らかになっている。

### 国文研本古系図
2007年（平成19年）に国文学研究資料館の新収資料となった『光源氏系図』と題された鎌倉時代から南北朝時代にかけて書写されたと見られる源氏物語古系図である。巣守関係の記述を持つ古系図は現在およそ10本程度発見されているものの、多くは巣守姉妹についての記述を持つのみであって、
- 源三位の最初の妻であり巣守姉妹の母とその死後に源三位の後妻となった姉妹らの系譜
- 源三位の後妻の元の夫らの系譜
- 巣守三位の乳母とその兄弟姉妹らの系譜

という3つの系譜の記述を持つ古系図は本「鶴見大学本古系図」以外ではこの『国文研本古系図』のみである。ただし巣守三位らの父である源三位と梅枝巻において蛍兵部卿宮の息子として登場する侍従については巣守関係の記述を持つ源氏物語古系図諸本の間でも一人の人物とする伝清水谷実秋筆本古系図、源氏物語巨細（天理図書館蔵本）、源氏系図小鏡（稲賀敬二旧蔵本）などと、兄弟の関係にある別々の人物としている正嘉本古系図、専修大学本古系図（伝藤原家隆筆本）などとが存在するが、本「鶴見大学本古系図」では兄弟の関係にある別々の人物としているのに対して国文研本では一人の人物としているといった違いが存在する。
巣守関係以外の記述について見ると、鶴見大学本古系図の特徴である太上天皇と先帝を兄弟として扱っていることや現在「右大臣」と呼ばれている人物を「あし大臣」と呼んでいることなども共通している一方で、系譜部分に収録された人数が鶴見大学本は189人であるのに対してこの国文研本では163人にとどまっているなど、大きく異なっている点も多い。

### 断簡
本「鶴見大学本」に極めて近い内容を持った源氏物語古系図の断簡の存在が確認されている。伊井春樹によって紹介された古筆手鑑『花月』に含まれるもので、六条有純筆と伝えられる江戸時代初期の書写と見られる源氏物語古系図の断簡と思われるものである。巣守姉妹の父源三位の母について「前齊院」とする記述が本「鶴見大学本」と共通している。

## 翻刻
- 高田信敬「源氏物語古系図(巣守三位本)解題・翻字」紫式部学会編『古代文学論叢 第18輯 源氏物語の言語表現研究と資料』武蔵野書院、2009年（平成21年）11月、pp. 319-398。 ISBN 978-4-8386-0241-4